# Isla San Clemente
Isla San Clemente es la más meridional de las islas del Canal de California. Es propiedad y está operada por la Armada de los Estados Unidos, y forma parte del Condado de Los Ángeles. Definida por la Oficina del Censo de los Estados Unidos como el Bloque 2 del grupo Censal 5991 del Condado de Los Ángeles (California), tiene 21 millas náuticas (39 kilómetros) de largo y posee una superficie de 147,13 kilómetros cuadrados (56,81 millas cuadradas). La isla está deshabitada oficialmente según el censo de EE. UU. del año 2000. La ciudad de San Clemente en el Condado de Orange (California), debe su nombre a la isla.
El primer europeo en avistar las islas fue el explorador español Juan Rodríguez Cabrillo en 1542, quien la llamó Victoria. Su nombre fue cambiado por el explorador español Sebastián Vizcaíno, quien la visitó el 23 de noviembre de 1602, el día de San Clemente.